# Stuart Kennedy
Pour les articles homonymes, voir Kennedy.
Stuart Robert Kennedy, couramment appelé Stuart Kennedy, est un footballeur international écossais, né le 31 mai 1953, à Grangemouth, Falkirk. Évoluant au poste d'arrière droit, il est particulièrement connu pour ses saisons à Falkirk et à Aberdeen.
Il compte 8 sélections en équipe d'Écosse.

## Biographie

### Carrière en club
Natif de Grangemouth, Falkirk, il joue d'abord à Falkirk puis à Aberdeen pour qui il signe en 1976 pour un montant de 30.000£. Il s'y construira un riche palmarès, dont 1 titre de champion, 2 Coupes d'Écosse, 1 Coupe de la Ligue écossaise, 1 Coupe d'Europe des vainqueurs de Coupes et 1 Supercoupe d'Europe.
Lors du parcours victorieux d'Aberdeen en Coupe d'Europe des vainqueurs de Coupes en 1983, pendant le match retour de la demi-finale contre Waterschei Genk, Kennedy fut blessé assez sérieusement, ce qui l'empêcha de participer à la victoire 2-1 (après prolongation) en finale contre le Real Madrid. Toutefois, alors même qu'il n'était pas en état de jouer, son entraîneur, Alex Ferguson, l'a sélectionné comme remplaçant pour lui signifier son importance dans le bon parcours européen du club. Cette blessure se révéla finalement tellement importante qu'il ne put jamais rejouer et prit sa retraite à la fin de la saison 1983.
Après sa retraite, il se reconvertit comme patron de pub à Falkirk.

### Carrière internationale
Stuart Kennedy reçoit 8 sélections en faveur de l'équipe d'Écosse. Il joue son premier match le 22 février 1978, pour une victoire 2-1, à l'Hampden Park de Glasgow, contre la Bulgarie en match amical. Il reçoit sa dernière sélection le 18 novembre 1981, pour une défaite 1-2, à l'Estádio da Luz de Lisbonne, contre le Portugal en éliminatoires de la Coupe du monde 1982. Il n'inscrit aucun but lors de ses 8 sélections.
Il participe avec l'Écosse à la Coupe du monde 1978,  aux éliminatoires de la Coupe du monde 1982, à ceux de l'Euro 1980 et au British Home Championship de 1978. Lors de la Coupe du monde 1978, il dispute deux matchs : le premier face au Pérou et le second contre les Pays-Bas.

## Palmarès

### Comme joueur
- Falkirk :
  - Champion de D2 écossaise en 1974-75

- Aberdeen :
  - Vainqueur de la Coupe d'Europe des vainqueurs de Coupes en 1983
  - Vainqueur de la Supercoupe d'Europe en 1983
  - Champion d'Écosse en 1979-80
  - Vainqueur de la Coupe d'Écosse en 1982 et 1983
  - Vainqueur de la Coupe de la Ligue écossaise en 1977